# Литовсько-московська війна (1534—1537)
Литовсько-московська війна 1534—1537 років — війна між Великим князівством Литовським і Великим князівством Московським на литовському пограниччі, в районі Смоленщини і Стародубщини. 1535 року литовські війська звільнили Стародуб і Гомель. Закінчилася перемир'ям, на 5 років і взаємними територіальними поступками: до Литви перейшов Гомель з волостю, а до Московії — Себеж.

## Назва
- Литовсько-московська війна (пол. wojna litewsko-moskiewska) — назва в українській, білоруській, литовській, польській історіографії.
- Московсько-литовська війна (рос. русско-литовская война) — назва в московитській історіографії.
- Стародубська війна — альтернативна назва[1][2].

## Причини
Незадоволення Великого князівства Литовського і Великого князівства Московського результатами попередньої війни обумовило черговий збройний конфлікт між ними.
Фактично воєнні дії між державами після попередньої війни не припинялися. Проте тривалий час центральні уряди були неготові до нового масштабного протистояння й кілька разів підписували перемирні угоди:
- 25 грудня 1522 — на п'ять років;
- 25 грудня 1526 — на шість років;
- 24 березня 1532 — на рік[1].

## Війна
Водночас від початку 1530-х великий князь московський Василій III Іванович став зосереджувати війська на Смоленщині і Сіверщині. З Кримським ханатом і Молдавським князівством було укладено наступальний протилитовський (і протипольський) союз, і кримське військо вторглося на Київщину й обложило Черкаси. Проте смерть Василія III Івановича на початку грудня 1533 р. і усобиці при московському дворі змінили політичну ситуацію. Сподіваючись на ослаблення московської влади, литовські можновладці 15 лютого 1534 на віленському сеймі вирішили розпочати військовий наступ на Московію.
Воєнні дії вели як власні війська воюючих сторін, так і кримські чамбули. Найбільшими військовими акціями були:
- напади в серпні і вересні 1534 року литовських загонів князя О. Вишневецького, А. Немировича і О. Дашковича на Смоленщину і Сіверщину[1];

- рейд взимку 1534—35 років московського війська на чолі з князем І. Овчиною-Телепневим-Оболенським у центральні райони ВКЛ, будівництво московинами на литовській території фортеці Іван-город-на-Себежі і успішна її оборона від литовського війська А. Немировича 1536 року[1];

- захоплення в липні—серпні 1536 року литовцями Гомеля, Почепа, Радогощі (нині село; обидва Брянської обл., РФ) і Стародуба, що стало фіналом війни[1].

## Результат
25 грудня 1536 р. в Москві розпочалися мирні переговори, які закінчилися підписанням 18 лютого 1537 р. 5-річного перемир'я (набуло сили 25 березня 1537). За умовами угоди за Великим князівством Московським залишався Себеж, а до ВКЛ переходив Гомель.
Договір було ратифіковано королем польським і великим князем литовським Сигізмундом І Старим 27 червня 1537 року в місті Краків.

### Монографії. Статті
- Русина О. Сіверська земля у складі Великого князівства Литовського. К., 1998.
- Черкас Б. Україна в політичних відносинах Великого князівства Литовського з Кримським ханатом (1515—1540). Київ, 2006.
- Черкас Б. Україна під час Стародубської війни 1534-1537 років // Україна в Центрально-Східній Європі. Київ, 2006, Вип. 6, С. 214-226.
- Брехуненко В. Експансія Московської держави на українські землі у XV—XVI ст.: Стародубська війна 1534—1537 рр. //  «Братня» навала. Війни Росії проти України ХІІ—ХХІ ст. Київ, 2016, С. 44—48.
- Кром М.М. Стародубская война (1534–1537 гг.) // Очерки феодальной России, вып. 3. М., 1999.

### Довідники
- Черкас Б. В. Литовсько-московська війна 1534—1537 [Архівовано 17 квітня 2016 у Wayback Machine.] // Енциклопедія історії України : у 10 т. / редкол.: В. А. Смолій (голова) та ін. ; Інститут історії України НАН України. — К. : Наукова думка, 2009. — Т. 6 : Ла — Мі. — С. 186. — ISBN 978-966-00-1028-1.